# Cagnicourt British Cemetery
Cagnicourt British Cemetery is een Britse militaire begraafplaats met gesneuvelden uit de Eerste Wereldoorlog, gelegen in de Franse gemeente Cagnicourt (Pas-de-Calais). De begraafplaats ligt langs de Rue du Général de Gaulle op 560 m ten oosten van het centrum (Église Saint Martin). Ze heeft een bijna rechthoekige vorm met een oppervlakte van 1.116 m² en is omgeven door een natuurstenen muur. De toegang bestaat uit een brede onderbreking in de muur en is afgezet met zes paaltjes en kettingen. Direct daarna staat het Cross of Sacrifice op een verhoogd terras met vier traptreden. Achteraan staat een schuilhuisje met een driehoekig fronton en twee zuilen. De begraafplaats wordt onderhouden door de Commonwealth War Graves Commission. 
Er worden 283 doden herdacht waaronder 180 niet geïdentificeerde.

## Geschiedenis
Cagnicourt werd op 2 september 1918 tijdens de slag aan de Drocourt-Queant frontlijn veroverd door Britse troepen. De begraafplaats werd daarna aangelegd naast de nu verdwenen Duitse begraafplaats. Ze werd gebruikt tot half oktober 1918 en bevatte toen 89 graven. Na de wapenstilstand werd ze nog uitgebreid met graven die afkomstig waren uit het slagveld rondom Cagnicourt. 
Er liggen nu 248 Britten (waaronder 174 niet geïdentificeerde), 28 Canadezen (waaronder 3 niet geïdentificeerde), 5 Australiërs (waaronder 3 niet geïdentificeerde) en 1 Nieuw-Zeelander uit de Eerste Wereldoorlog begraven.
In de Tweede Wereldoorlog werd nog één Brits graf toegevoegd.

## Onderscheiden militairen
- Sidney Edward Cowan, kapitein bij het Royal Flying Corps werd driemaal onderscheiden met het Military Cross (MC and 2 Bars).
- William Stevenson, onderluitenant bij de Royal Garrison Artillery werd onderscheiden met het Military Cross (MC).
- kapitein L. Watts, onderluitenant F.A. Baker, sergeant G. Cowell en soldaat Charles Henry Madden ontvingen de Military Medal (MM).